# Johan Esplund
Johan Nils Conny Esplund, tidigare Andersson, född 22 januari 1983 i Sjötorp i Mariestads kommun, är en svensk bandyspelare som spelar för Gripen Trollhättan BK.

## Bandykarriär
Esplund är fostrad i bandyklubben Elless IF. Efter att ha spelat i BS BolticGöta och Villa Lidköping BK lånades Esplund ut till de ryska lagen HK Zorkij och Dynamo Kazan. Detta varade till och med säsongen 2008/2009 då han återvände till Villa Lidköping. Till säsongen 2013/2014 värvades Esplund till Västerås SK.  
Inför säsongen 2015/2016 återvände Esplund till Villa Lidköping BK på ett treårskontrakt. Kontraktet förnyades med ytterligare 2+1 år inför säsongen 2018/2019. Esplund var en bidragande orsak till att Villa Lidköping lyckades vinna sitt första SM-guld när de gick igenom hela grundserien och slutspelet med endast en förlust. Esplund noterades för 46 poäng under hela säsongen och gjorde även det avgörande målet i förlängningen av den tredje semifinalen mot Edsbyns IF, vilket tog Villa Lidköping till finalen på Studenternas IP, där man senare besegrade Västerås SK. Efter säsongen belönades Esplund som Årets spelare i svensk bandy.
I samband med Sveriges förlust mot Ryssland i VM-finalen 2019 meddelade Esplund att han avslutar sin landslagskarriär, men fortsätter spelarkarriären i klubblaget.

## Meriter
- VM-guld 2005, 2009, 2010 och 2012
- SM-guld 2014/2015 med Västerås SK
- SM-guld 2018/2019 med Villa Lidköping BK
- Årets man i svensk bandy 2014/2015 och 2018/2019
- Stor grabb, nummer 236